# 採石権
採石権（さいせきけん）とは、日本において、他人の土地において岩石や砂利などを採取する権利のことである（採石法4条1項）。
採石権は物権とみなされており、地上権に関する規定（民法269条の2の地下又は空中を目的とする地上権の規定を除く）が準用されている（採石法4条3項）。採石権は登記ができ（不動産登記法3条9号）、登記をすれば第三者に対抗することができる（民法177条）。
採石権に関する登記は当事者の契約等に基づく場合のほか、経済産業局長の決定（採石法12条・19条1項）に基づいて申請することができる（採石法31条1項）。
採石権の設定契約では、存続期間を必ず定めなければならない（採石法5条1項）。存続期間は20年以内でなければならず、20年より長い期間を定めても20年に短縮される（採石法5条2項）。

## 不動産登記
本稿では、採石権の設定登記について述べる。設定以外の登記については、以下の区分に応じた項目を参照。
- 採石権の移転の登記：移転登記
- 登記名義人の氏名又は名称もしくは住所（表示）を変更・更正する登記：登記名義人表示変更登記
- 登記名義人の表示以外の登記事項を変更する登記：変更登記
- 登記名義人の表示以外の登記事項を更正する登記：更正登記
- 採石権を抹消する登記：抹消登記

### 略語について
説明の便宜上、次のとおり略語を用いる。
法
不動産登記法（平成16年6月18日法律第123号）
令
不動産登記令（平成16年12月1日政令第379号）
規則
不動産登記規則（平成17年2月18日法務省令第18号）
記録例
不動産登記記録例（2009年（平成21年）2月20日民二500号通達）

### 登記事項
絶対的登記事項として以下のものがある。
- 登記の目的
- 申請の受付の年月日及び受付番号
- 登記原因及びその日付
- 登記権利者の氏名又は名称及び住所並びに登記名義人が複数であるときはそれぞれの持分（以上法59条1号ないし4号）
- 順位番号（法59条8号、令2条8号、規則1条1号・同147条1項及び3項）
- 存続期間（法82条1号）

また、相対的登記事項として以下のものがある。
- 権利消滅の定め
- 共有物分割禁止の定め（争いあり）
- 代位申請によって登記した場合における、代位者の氏名又は名称及び住所並びに代位原因（以上法59条5号ないし7号）
- 採石権の内容又は採石料もしくはその支払時期の定め（法82条2号）。

本稿では、上記の登記事項のうち代位申請に関する事項以外の事項について、登記申請情報の記載方法を説明する。申請の受付の年月日及び受付番号については不動産登記#受付・調査を参照。

### 登記申請情報（一部）
登記の目的（不動産登記令3条5号）は、「登記の目的　採石権設定」のように記載する（記録例313）。採石法19条1項の決定に基づく場合でも同様である（記録例314）。なお、共有持分に対する採石権設定登記の申請は却下される（1962年（昭和37年）3月26日民甲844号通達）。
登記原因及びその日付（不動産登記令3条6号）は、設定契約の成立日を日付として「原因　平成何年何月何日設定」のように記載する（記録例313）。
採石権の目的たる土地に地上権又は永小作権が設定されている場合もしくは採石権の目的たる土地が農地又は採草放牧地（農地法2条1項）である場合、設定契約日又は地上権者・永小作権者の承諾日もしくは農地法3条の許可書の到達日のうち、最も遅い日を原因の日付とする。
採石法19条1項の決定に基づく場合、決定書（採石法20条参照）に記載された設定日を日付として「原因　平成何年何月何日設定決定」のように記載する（記録例314）。
存続期間（不動産登記令別表41項申請情報、不動産登記法82条1号）は「存続期間　何年」のように記載する（記録例313）。
登記原因証明情報に20年を超える存続期間の記載があり、申請情報には20年と引き直して記載した申請は受理される（採石法5条2項後段参照）。
採石法19条1項の決定に基づく場合、「存続期間　平成何年何月何日から何年」のように記載する（記録例314）。
採石権の内容（不動産登記令別表41項申請情報、不動産登記法82条2号）は、「内容　花こう岩採取」（記録例313）や「内容　雲母採取」（記録例314）のように記載する（採石法2条参照）。
採石料（不動産登記令別表41項申請情報、不動産登記法82条2号）は、「採石料　毎年何円」（記録例313）又は「採石料　1年何円」（記録例314）もしくは「採石料　1平方メートル1年何円」（記録例313かっこ書）のように記載する。
採石料の支払時期（不動産登記令別表41項申請情報、不動産登記法82条2号）は、「支払期　毎年何月何日」のように記載する（記録例313）。
権利消滅の定め（不動産登記令3条11号ニ）は、「特約　採石権者が死亡した時は採石権が消滅する」のように記載する。
共有物分割禁止の定め（不動産登記令3条11号ニ）を採石権設定登記において共有物分割禁止の定めを登記できるかどうかは争いがある（登記インターネット66-148頁参照）。
登記申請人（不動産登記令3条1号）については、採石法9条1項の許可を受けてなされる協議は経済産業局長の決定に基づいて設定をする場合の前提手続であり、当事者の任意契約に基づいて設定をする場合（採石法4条1項）の登記申請は原則どおり登記権利者と登記義務者の共同で行うとした先例がある（1951年（昭和26年）8月14日民甲1660号通達参照）。
記載は、採石権者を登記権利者、採石権設定者（土地の所有権登記名義人）を登記義務者とする。なお、法人が申請人となる場合、以下の事項も記載しなければならない。
- 原則として申請人たる法人の代表者の氏名（不動産登記令3条2号）
- 支配人が申請をするときは支配人の氏名（一発即答14頁）
- 持分会社が申請人となる場合で当該会社の代表者が法人であるときは、当該法人の商号又は名称及びその職務を行うべき者の氏名（2006年（平成18年）3月29日民二755号通達4）。

採石法19条1項の決定に基づく場合、登記権利者が単独で申請をすることができる（採石法31条1項）。
添付情報（不動産登記規則34条1項6号、一部）は、共同申請による場合、登記原因証明情報（不動産登記法61条・不動産登記令7条1項5号ロ）、登記義務者の登記識別情報（不動産登記法22条本文）又は登記済証及び書面申請の場合には印鑑証明書（不動産登記令16条2項・不動産登記規則48条1項5号及び47条3号イ(1)、同令18条2項・同規則49条2項4号及び48条1項5号並びに47条3号イ(1)）である。法人が申請人となる場合は更に代表者資格証明情報（不動産登記令7条1項1号）も原則として添付しなければならない。
採石権の目的たる土地に地上権又は永小作権が設定されている場合、地上権者又は永小作権者の承諾が必要であり（採石法4条2項）、承諾証明情報が添付情報となる（不動産登記令7条1項5号ハ）。この承諾証明情報が書面（承諾書）である場合には、原則として作成者が記名押印し、当該押印に係る印鑑証明書を承諾書の一部として添付しなければならない（不動産登記令19条）。この印鑑証明書は当該承諾書の一部であるので、添付情報欄に「印鑑証明書」と格別に記載する必要はなく、作成後3か月以内のものでなければならないという制限はない。一方、仮登記地上権が設定されている場合は当該仮登記権利者の承諾は不要である（登記研究555-113頁）。
採石権の目的たる土地が農地又は採草放牧地（農地法2条1項）である場合、農地法3条の許可書（不動産登記令7条1項5号ハ）を添付しなければならない。
採石法19条1項の決定に基づいて設定登記を申請する場合、登記義務者となるべき者は登記申請に参加しないので、登記識別情報又は登記済証及び印鑑証明書の添付は不要であるが、補償金及び最初に支払うべき採石料の受取りを証する情報又は供託の受領を証する情報を提供しなければならない（採石法31条3項）。
登録免許税（不動産登記規則189条1項前段）は、不動産の価額の1,000分の10である（登録免許税法別表第1-1(3)イ）。なお、端数処理など算出方法の通則については不動産登記#登録免許税を参照。 

### 登記の実行
採石権設定登記は主登記で実行される（不動産登記規則3条参照）。なお、権利の消滅に関する登記は、設定の登記とは独立した登記として付記登記で実行される（不動産登記規則3条6号）。